# Szwajcaria na Letnich Igrzyskach Olimpijskich 2012
Szwajcarię na Letnich Igrzyskach Olimpijskich 2012 reprezentowało 98 zawodników: 70 mężczyzn i 28 kobiet. Był to 27 start reprezentacji Szwajcarii na letnich igrzyskach olimpijskich.

## Zdobyte medale
| Medal  | Zawodnik      | Dyscyplina        | Konkurencja                          | Rezultat                                                     |
| ------ | ------------- | ----------------- | ------------------------------------ | ------------------------------------------------------------ |
| Złoto  | Steve Guerdat | Jeździectwo       | skoki przez przeszkody indywidualnie | 0 pkt                                                        |
| Złoto  | Nicola Spirig | Triathlon         | kobiety indywidualnie                | 1:59:48 h                                                    |
| Srebro | Roger Federer | Tenis ziemny      | gra pojedyncza mężczyzn              | w finale uległ Brytyjczykowi Andy Murray 0:3 (2:6, 1:6, 4:6) |
| Srebro | Nino Schurter | Kolarstwo górskie | Cross-country mężczyzn               | 1:29:08 h                                                    |

## Skład kadry

### Badminton
Kobiety
| Zawodniczka    | Konkurencja    | Faza grupowa         | Faza grupowa         | Faza grupowa         | Faza grupowa | Eliminacje           | Ćwierćfinał          | Półfinał             | Finał                | Finał   |
| Zawodniczka    | Konkurencja    | Przeciwniczka Punkty | Przeciwniczka Punkty | Przeciwniczka Punkty | Miejsce      | Przeciwniczka Punkty | Przeciwniczka Punkty | Przeciwniczka Punkty | Przeciwniczka Punkty | Miejsce |
| -------------- | -------------- | -------------------- | -------------------- | -------------------- | ------------ | -------------------- | -------------------- | -------------------- | -------------------- | ------- |
| Sabrina Jaquet | gra pojedyncza | Lianne Tan 0-2       | Saina Nehwal 0-2     |                      | 3.           | → Nie awansowała     | → Nie awansowała     | → Nie awansowała     | → Nie awansowała     | 33.     |

### Gimnastyka
Mężczyźni
| Zawodnik        | Konkurencje            | Konkurencje            | Konkurencje     | Konkurencje     | Konkurencje                 | Konkurencje                 | Konkurencje          | Konkurencje          | Konkurencje            | Konkurencje            | Konkurencje         | Konkurencje         | Konkurencje | Konkurencje | Konkurencje        | Konkurencje        |
| Zawodnik        | Wielobój indywidualnie | Wielobój indywidualnie | Ćwiczenia wolne | Ćwiczenia wolne | Ćwiczenia na koniu z łękami | Ćwiczenia na koniu z łękami | Ćwiczenia na kółkach | Ćwiczenia na kółkach | Ćwiczenia na poręczach | Ćwiczenia na poręczach | Ćwiczenia na drążku | Ćwiczenia na drążku | Skoki       | Skoki       | Wielobój drużynowy | Wielobój drużynowy |
| Zawodnik        | Wynik                  | Pozycja                | Wynik           | Pozycja         | Wynik                       | Pozycja                     | Wynik                | Pozycja              | Wynik                  | Pozycja                | Wynik               | Pozycja             | Wynik       | Pozycja     | Wynik              | Pozycja            |
| --------------- | ---------------------- | ---------------------- | --------------- | --------------- | --------------------------- | --------------------------- | -------------------- | -------------------- | ---------------------- | ---------------------- | ------------------- | ------------------- | ----------- | ----------- | ------------------ | ------------------ |
| Claudio Capelli | 87,314                 | 17.                    | 14,766          | 25.             | 14,133                      | 26.                         | 14,133               | 49.                  | 14,600                 | 38.                    | 14,766              | 22.                 | 15,200      | 52.         |                    |                    |

Kobiety
| Zawodniczka        | Wynik                  | Wynik                  | Wynik           | Wynik           | Wynik                  | Wynik                  | Wynik                   | Wynik                   | Wynik  | Wynik   | Wynik              | Wynik              |
| Zawodniczka        | Wielobój indywidualnie | Wielobój indywidualnie | Ćwiczenia wolne | Ćwiczenia wolne | Ćwiczenia na poręczach | Ćwiczenia na poręczach | Ćwiczenia na równoważni | Ćwiczenia na równoważni | Skoki  | Skoki   | Wielobój drużynowy | Wielobój drużynowy |
| Zawodniczka        | Wynik                  | Pozycja                | Wynik           | Pozycja         | Wynik                  | Pozycja                | Wynik                   | Pozycja                 | Wynik  | Pozycja | Wynik              | Pozycja            |
| ------------------ | ---------------------- | ---------------------- | --------------- | --------------- | ---------------------- | ---------------------- | ----------------------- | ----------------------- | ------ | ------- | ------------------ | ------------------ |
| Giulia Steingruber | 56,148                 | 14.                    | 12,900          | 62.             | 13,266                 | 48.                    | 13,766                  | 29.                     | 13,924 | 9.      |                    |                    |

### Judo
Mężczyźni
| Zawodnik           | Konkurencja | 1/32             | 1/16                         | 1/8              | Ćwierćfinał      | Półfinał         | Pierwsza runda repasaży | Półfinał repasaży | Finał            | Finał   |
| Zawodnik           | Konkurencja | Przeciwnik Wynik | Przeciwnik Wynik             | Przeciwnik Wynik | Przeciwnik Wynik | Przeciwnik Wynik | Przeciwnik Wynik        | Przeciwnik Wynik  | Przeciwnik Wynik | Pozycja |
| ------------------ | ----------- | ---------------- | ---------------------------- | ---------------- | ---------------- | ---------------- | ----------------------- | ----------------- | ---------------- | ------- |
| Ludovic Chammartin | - 60 kg     |                  | Choi Gwang-hyeon P 0000-0001 | → Nie awansował  | → Nie awansował  | → Nie awansował  | → Nie awansował         | → Nie awansował   | → Nie awansował  | 17.     |

Kobiety
| Zawodniczka    | Konkurencja | 1/16                | 1/8                      | Ćwierćfinał         | Półfinał            | Pierwsza runda repasaży | Półfinał repasaży   | Finał               | Finał   |
| Zawodniczka    | Konkurencja | Przeciwniczka Wynik | Przeciwniczka Wynik      | Przeciwniczka Wynik | Przeciwniczka Wynik | Przeciwniczka Wynik     | Przeciwniczka Wynik | Przeciwniczka Wynik | Pozycja |
| -------------- | ----------- | ------------------- | ------------------------ | ------------------- | ------------------- | ----------------------- | ------------------- | ------------------- | ------- |
| Juliane Robora | – 70 kg     |                     | Hwang Ye-sul P 0002-0011 | → Nie awansowała    | → Nie awansowała    | → Nie awansowała        | → Nie awansowała    | → Nie awansowała    | 9.      |

### Jeździectwo
| Zawodnik                                               | Konkurencja         | Runda 1 | Runda 1 | Runda 2 | Runda 2 | Runda 2 | Runda 3 | Runda 3 | Runda 3 | Finał           | Finał           | Finał           | Finał           | Finał | Finał |
| Zawodnik                                               | Konkurencja         | Runda 1 | Runda 1 | Runda 2 | Runda 2 | Runda 2 | Runda 3 | Runda 3 | Runda 3 | Runda A         | Runda A         | Runda B         | Runda B         | Razem | Razem |
| Zawodnik                                               | Konkurencja         | Błędy   | Poz.    | Błędy   | Razem   | Poz.    | Błędy   | Razem   | Poz.    | Błędy           | Poz.            | Błędy           | Poz.            | Błędy | Poz.  |
| ------------------------------------------------------ | ------------------- | ------- | ------- | ------- | ------- | ------- | ------- | ------- | ------- | --------------- | --------------- | --------------- | --------------- | ----- | ----- |
| Steve Guerdat                                          | Skoki indywidualnie | 0       | 1.      | 4       | 4       | 17.     | 4       | 8       | 11.     | 0               | 1.              | 0               | 1.              | 0     | złoto |
| Paul Estermann                                         | Skoki indywidualnie | 0       | 1.      | 0       | 0       | 1.      | 8       | 8       | 11.     | 5               | 20.             | 5               | 17.             | 10    | 17.   |
| Werner Muff                                            | Skoki indywidualnie | 0       | 1.      | 4       | 4       | 17.     | 12      | 16      | 33.     | → Nie awansował | → Nie awansował | → Nie awansował | → Nie awansował | 16    | 33.   |
| Pius Schwizer                                          | Skoki indywidualnie | 8       | 60.     | 0       | 8       | 31.     | 0       | 8       | 11.     | 1               | 7.              | 8               | 12.             | 9     | 12.   |
| Steve Guerdat Paul Estermann Werner Muff Pius Schwizer | skoki drużynowo     | 0       | 1.      |         |         |         |         |         |         | 4               | 2.              | 12              | 4.              | 16    | 4.    |

### Kajakarstwo górskie
Mężczyźni
| Zawodnik  | Konkurencja | Eliminacje | Eliminacje | Eliminacje | Eliminacje | Eliminacje | Eliminacje | Półfinały | Półfinały | Finał           | Finał           | Pozycja |
| Zawodnik  | Konkurencja | P 1        | M.         | P 2        | M.         | Razem      | M.         | Czas      | Miejsce   | Czas            | Miejsce         | Pozycja |
| --------- | ----------- | ---------- | ---------- | ---------- | ---------- | ---------- | ---------- | --------- | --------- | --------------- | --------------- | ------- |
| Mike Kurt | K-1         | 88,14      | 3.         | 88,48      | 5.         | 88,14      | 5.         | 147,35    | 13.       | → Nie awansował | → Nie awansował | 13.     |

Kobiety
| Zawodnik      | Konkurencja | Eliminacje | Eliminacje | Eliminacje | Eliminacje | Eliminacje | Eliminacje | Półfinały        | Półfinały        | Finał            | Finał            | Pozycja |
| Zawodnik      | Konkurencja | P 1        | M.         | P 2        | M.         | Razem      | M.         | Czas             | Miejsce          | Czas             | Miejsce          | Pozycja |
| ------------- | ----------- | ---------- | ---------- | ---------- | ---------- | ---------- | ---------- | ---------------- | ---------------- | ---------------- | ---------------- | ------- |
| Elise Chabbey | K-1         | 162,92     | 17.        | 126,46     | 18.        | 126,46     | 20.        | → Nie awansowała | → Nie awansowała | → Nie awansowała | → Nie awansowała | 20.     |

### Kolarstwo

#### Kolarstwo szosowe
| Zawodnik          | Konkurencja                    | Czas     | Pozycja |
| ----------------- | ------------------------------ | -------- | ------- |
| Fabian Cancellara | jazda indywidualna na czas (m) | 52:53,71 | 7.      |
| Fabian Cancellara | wyścig ze startu wspólnego (m) | 5:51:40  | 106.    |
| Grégory Rast      | wyścig ze startu wspólnego (m) | 5:46:05  | 8.      |
| Martin Elmiger    | wyścig ze startu wspólnego (m) | 5:46:37  | 57.     |
| Michael Schär     | wyścig ze startu wspólnego (m) | 5:46:37  | 87.     |
| Michael Albasini  | wyścig ze startu wspólnego (m) | 5:46:47  | 96.     |
| Michael Albasini  | jazda indywidualna na czas (m) | 56:38,38 | 30.     |

#### Kolarstwo górskie
| Zawodnik       | Konkurencja       | Czas    | Pozycja |
| -------------- | ----------------- | ------- | ------- |
| Esther Süss    | cross-country (k) | 1:32:46 | 5.      |
| Katrin Leumann | cross-country (k) | 1:38:23 | 19.     |
| Nino Schurter  | cross-country (m) | 1:29:08 | srebro  |
| Ralph Näf      | cross-country (m) | 1:32;58 | 18.     |
| Florian Vogel  | cross-country (m) | 1:34:36 | 25.     |

#### Kolarstwo BMX
| Zawodnik           | Konkurencja | Eliminacje | Eliminacje | Ćwierćfinał | Ćwierćfinał | Półfinał | Półfinał | Finał           | Finał           |
| Zawodnik           | Konkurencja | Wynik      | Miejsce    | Wynik       | Miejsce     | Wynik    | Miejsce  | Wynik           | Miejsce         |
| ------------------ | ----------- | ---------- | ---------- | ----------- | ----------- | -------- | -------- | --------------- | --------------- |
| Roger Rinderknecht | mężczyźni   | 39,618     | 23.        | 18          | 10.         | 19       | 14.      | → Nie awansował | → Nie awansował |

### Lekkoatletyka
Mężczyźni
Konkurencje biegowe
| Zawodnik       | Konkurencja | Eliminacje | Eliminacje | Półfinał        | Półfinał        | Finał           | Finał           |
| Zawodnik       | Konkurencja | Wynik      | Miejsce    | Wynik           | Miejsce         | Wynik           | Miejsce         |
| -------------- | ----------- | ---------- | ---------- | --------------- | --------------- | --------------- | --------------- |
| Viktor Röthlin | maraton     |            |            |                 |                 | 2:12:48         | 11.             |
| Alex Wilson    | 200 m       | 20,57      | 4.         | 20,85           | 7.              | → Nie awansował | → Nie awansował |
| Reto Schenkel  | 200 m       | 21,98      | 7.         | → Nie awansował | → Nie awansował | → Nie awansował | → Nie awansował |

Kobiety
Konkurencje biegowe
| Zawodnik                                                     | Konkurencja        | Eliminacje | Eliminacje | Półfinał         | Półfinał         | Finał            | Finał            |
| Zawodnik                                                     | Konkurencja        | Wynik      | Miejsce    | Wynik            | Miejsce          | Wynik            | Miejsce          |
| ------------------------------------------------------------ | ------------------ | ---------- | ---------- | ---------------- | ---------------- | ---------------- | ---------------- |
| Maja Neuenschwander                                          | maraton            |            |            |                  |                  | 2:34:50          | 53.              |
| Léa Sprunger                                                 | 200 m              | 23,37      | 4.         | → Nie awansowała | → Nie awansowała | → Nie awansowała | → Nie awansowała |
| Noemi Zbären                                                 | 100 m przez płotki | 13,33      | 6.         | → Nie awansowała | → Nie awansowała | → Nie awansowała | → Nie awansowała |
| Michelle Cueni Mujinga Kambundji Ellen Sprunger Léa Sprunger | sztafeta 4 × 100 m | 43,54      | 7.         |                  |                  | → Nie awansowały | → Nie awansowały |

Konkurencje techniczne
| Zawodniczka    | Konkurencja   | Kwalifikacje | Kwalifikacje | Finał            | Finał            |
| Zawodniczka    | Konkurencja   | Wynik        | Miejsce      | Wynik            | Miejsce          |
| -------------- | ------------- | ------------ | ------------ | ---------------- | ---------------- |
| Nicole Büchler | skok o tyczce | 4,25         | 25.          | → Nie awansowała | → Nie awansowała |
| Irene Pusterla | skok w dal    | 6,20         | 25.          | → Nie awansowała | → Nie awansowała |

| Zawodniczka    | Konkurencja | Konkurencja                | Wyniki  | Punkty | Miejsce |
| -------------- | ----------- | -------------------------- | ------- | ------ | ------- |
| Ellen Sprunger | siedmiobój  | bieg na 100 m przez płotki | 13,35   | 1072   | 11.     |
| Ellen Sprunger | siedmiobój  | skok wzwyż                 | 1,71    | 867    | 8.      |
| Ellen Sprunger | siedmiobój  | pchnięcie kulą             | 12,62   | 702    | 13.     |
| Ellen Sprunger | siedmiobój  | bieg 200 m                 | 23,59   | 1020   | 4.      |
| Ellen Sprunger | siedmiobój  | skok w dal                 | 5,88    | 813    | 24.     |
| Ellen Sprunger | siedmiobój  | rzut oszczepem             | 45,63   | 776    | 15.     |
| Ellen Sprunger | siedmiobój  | bieg na 800 m              | 2:17:54 | 857    | 21.     |
| Ellen Sprunger | siedmiobój  | Finał                      |         | 6107   | 19.     |

### Łucznictwo
| Zawodnik        | Konkurencja       | Runda rankingowa | Runda rankingowa | 1/32             | 1/16             | 1/8              | Ćwierćfinały     | Półfinały        | Finał            | Finał   |
| Zawodnik        | Konkurencja       | Wynik            | Seed             | Przeciwnik Wynik | Przeciwnik Wynik | Przeciwnik Wynik | Przeciwnik Wynik | Przeciwnik Wynik | Przeciwnik Wynik | Pozycja |
| --------------- | ----------------- | ---------------- | ---------------- | ---------------- | ---------------- | ---------------- | ---------------- | ---------------- | ---------------- | ------- |
| Axel Muller     | indywidualnie (m) | 633              | 62.              | Oh Jin-hyek 0-6  | → Nie awansował  | → Nie awansował  | → Nie awansował  | → Nie awansował  | → Nie awansował  | 33.     |
| Nathalie Dielen | indywidualnie (k) | 528              | 62.              | Tan Ya-ting 4-6  | → Nie awansowała | → Nie awansowała | → Nie awansowała | → Nie awansowała | → Nie awansowała | 33.     |

### Piłka nożna
Turniej mężczyzn
- Reprezentacja mężczyzn

| - Amir Abrashi - François Affolter - Diego Benaglio - Oliver Buff - Fabio Daprelà - Josip Drmic - Innocent Emeghara - Fabian Frei - Xavier Hochstrasser |  | - Pajtim Kasami - Timm Klose - Admir Mehmedi - Michel Morganella - Ricardo Rodriguez - Fabian Schär - Alain Wiss - Steven Zuber |

Reprezentacja Szwajcarii brała udział w rozgrywkach grupy B turnieju olimpijskiego zajmując w niej czwarte miejsce i nie awansując do ćwierćfinału. Ostatecznie reprezentacja Szwajcarii została sklasyfikowana na 13. miejscu.
Grupa B
| Drużyna          | M | Mecze | Mecze | Mecze | Bramki | Bramki | Bramki | Pkt |
| Drużyna          | M | W     | R     | P     | +      | –      | +/−    | Pkt |
| ---------------- | - | ----- | ----- | ----- | ------ | ------ | ------ | --- |
| Meksyk           | 3 | 2     | 1     | 0     | 3      | 0      | +3     | 7   |
| Korea Południowa | 3 | 1     | 2     | 0     | 2      | 1      | +1     | 5   |
| Gabon            | 3 | 0     | 2     | 1     | 1      | 3      | -2     | 2   |
| Szwajcaria       | 3 | 0     | 1     | 2     | 2      | 4      | -2     | 1   |

#### Rozgrywki grupowe
| 26 lipca 2012 17:45 | Gabon · Aubameyang 45' | 1:1(1:1)Raport | Szwajcaria · 5' (k) Mehmedi | St James’ Park, Newcastle Widzów: 15,748 Sędzia: Wilmar Roldán |
|                     |                        |                | kartki: · 78' Buff          |                                                                |

| 29 lipca 2012 17:15 | Korea Południowa · Park Chu-young 57' · Kim Bo-kyung 64' | 2:1(0:0)Raport | Szwajcaria · Emeghara 60' | Ricoh Arena, Coventry Widzów: 30,114 Sędzia: Raúl Orosco |
|                     |                                                          |                |                           |                                                          |

| 1 sierpnia 2012 17:00 | Meksyk · Peralta 69' | 1:0(0:0)Raport | Szwajcaria | Millennium Stadium, Cardiff Widzów: 50,000 Sędzia: Ravshan Ermatov |
|                       |                      |                |            |                                                                    |

### Pływanie
Mężczyźni
| Zawodnik         | Konkurencja     | Eliminacje | Eliminacje | Półfinał        | Półfinał        | Finał           | Finał           |
| Zawodnik         | Konkurencja     | Czas       | Miejsce    | Czas            | Miejsce         | Czas            | Miejsce         |
| ---------------- | --------------- | ---------- | ---------- | --------------- | --------------- | --------------- | --------------- |
| Dominik Meichtry | 100m dowolnym   | 49,95      | 29.        | → Nie awansował | → Nie awansował | → Nie awansował | → Nie awansował |
| Dominik Meichtry | 200m dowolnym   | 1:47,97    | 5.         | 1:48,25         | 15.             | → Nie awansował | → Nie awansował |
| Dominik Meichtry | 400m dowolnym   | 3:51,34    | 19.        |                 |                 | → Nie awansował | → Nie awansował |
| Dominik Meichtry | 100m motylkowym | 53,40      | 34.        | → Nie awansował | → Nie awansował | → Nie awansował | → Nie awansował |
| Alexandre Liess  | 200m motylkowym | 2:00,13    | 33.        | → Nie awansował | → Nie awansował | → Nie awansował | → Nie awansował |
| Yannick Käser    | 200m klasycznym | 2:13,49    | 24.        | → Nie awansował | → Nie awansował | → Nie awansował | → Nie awansował |
| David Karasek    | 200m zmiennym   | 2:01,35    | 28.        | → Nie awansował | → Nie awansował | → Nie awansował | → Nie awansował |

Kobiety
| Zawodniczka            | Konkurencja     | Eliminacje | Eliminacje | Półfinał         | Półfinał         | Finał            | Finał            |
| Zawodniczka            | Konkurencja     | Czas       | Miejsce    | Czas             | Miejsce          | Czas             | Miejsce          |
| ---------------------- | --------------- | ---------- | ---------- | ---------------- | ---------------- | ---------------- | ---------------- |
| Danielle Villars       | 100m motylkowym | 59,42      | 26.        | → Nie awansowała | → Nie awansowała | → Nie awansowała | → Nie awansowała |
| Danielle Villars       | 200m dowolnym   | 2:03,55    | 31.        | → Nie awansowała | → Nie awansowała | → Nie awansowała | → Nie awansowała |
| Martina Eva van Berkel | 200m motylkowym | 2:12,25    | 25.        | → Nie awansowała | → Nie awansowała | → Nie awansowała | → Nie awansowała |
| Swann Oberson          | 10 km           |            |            |                  |                  | 2:01:38,0        | 19.              |

### Pływanie synchroniczne
| Zawodnik                     | Konkurencja | Eliminacje                    | Eliminacje                    | Eliminacje                 | Eliminacje                 | Eliminacje         | Eliminacje         | Finał            | Finał            |
| Zawodnik                     | Konkurencja | Eliminacje – runda techniczna | Eliminacje – runda techniczna | Eliminacje – runda dowolna | Eliminacje – runda dowolna | Eliminacje – Razem | Eliminacje – Razem | Finał            | Finał            |
| Zawodnik                     | Konkurencja | Punkty                        | Miejsce                       | Punkty                     | Miejsce                    | Punkty             | Miejsce            | Punkty           | Miejsce          |
| ---------------------------- | ----------- | ----------------------------- | ----------------------------- | -------------------------- | -------------------------- | ------------------ | ------------------ | ---------------- | ---------------- |
| Pamela Fischer Anja Nyffeler | Duety       | 81,200                        | 20,                           | 82,120                     | 19.                        | 163,320            | 20.                | → Nie awansowały | → Nie awansowały |

### Siatkówka

#### Siatkówka plażowa
Mężczyźni
| Zawodnik                               | Konkurencja | Faza grupowa                                   | Faza grupowa                                                      | Faza grupowa                                       | Pozycja | 1/8                                                 | Ćwierćfinały     | Półfinały        | Finał            | Finał   |
| Zawodnik                               | Konkurencja | Przeciwnik Wynik                               | Przeciwnik Wynik                                                  | Przeciwnik Wynik                                   | Pozycja | Przeciwnik Wynik                                    | Przeciwnik Wynik | Przeciwnik Wynik | Przeciwnik Wynik | Pozycja |
| -------------------------------------- | ----------- | ---------------------------------------------- | ----------------------------------------------------------------- | -------------------------------------------------- | ------- | --------------------------------------------------- | ---------------- | ---------------- | ---------------- | ------- |
| Sascha Heyer Sébastien Chevallier      | mężczyźni   | Wu Penggen Xu Linyin 1:2 (18:21, 21:16, 15:12) | Siergiej Prokopjew Konstantin Siemionow 2:1 (28:26, 18:21, 15:13) | Julius Brink Jonas Reckermann 0:2 (14:21, 16:21)   | 2       | Grzegorz Fijałek Mariusz Prudel 0:2 (18:21, 17:21)  | → Nie awansowali | → Nie awansowali | → Nie awansowali | 9.      |
| Jefferson Bellaguarda Patrick Heuscher | mężczyźni   | Daniele Lupo Paolo Nicolai 0:2 (19:21, 18:21)  | Alison Ceruti Emanuel Rego 0:2 (17:21, 12:21)                     | Clemens Doppler Alexander Horst 2:0 (24:22, 21:12) | 2       | Reinder Nummerdor Richard Schuil 0:2 (20:22, 15:21) | → Nie awansowali | → Nie awansowali | → Nie awansowali | 9.      |

Kobiety
| Zawodniczka                | Konkurencja | Faza grupowa                                           | Faza grupowa                               | Faza grupowa                                             | Pozycja | 1/8                                          | Ćwierćfinały     | Półfinały        | Finał            | Finał   |
| Zawodniczka                | Konkurencja | Przeciwnik Wynik                                       | Przeciwnik Wynik                           | Przeciwnik Wynik                                         | Pozycja | Przeciwnik Wynik                             | Przeciwnik Wynik | Przeciwnik Wynik | Przeciwnik Wynik | Pozycja |
| -------------------------- | ----------- | ------------------------------------------------------ | ------------------------------------------ | -------------------------------------------------------- | ------- | -------------------------------------------- | ---------------- | ---------------- | ---------------- | ------- |
| Simone Kuhn Nadine Zumkehr | kobiety     | Wasiliki Arwaniti Maria Tsiartsiani 2:0 (21:13, 21:19) | Xue Chen Zhang Xi 1:2 (18:21, 21:16, 8:15) | Anastasija Wasina Anna Wozakowa 1:2 (17:21, 21:19, 9:15) | 3       | Jennifer Kessy April Ross 0:2 (15:21. 19:21) | → Nie awansowały | → Nie awansowały | → Nie awansowały | 9.      |

### Strzelectwo
Mężczyźni
| Zawodnik         | Konkurencja | Kwalifikacje | Kwalifikacje | Finał           | Finał           |
| Zawodnik         | Konkurencja | Wynik        | Pozycja      | Wynik           | Pozycja         |
| ---------------- | ----------- | ------------ | ------------ | --------------- | --------------- |
| Patrick Scheuber | ppn 60      | 569          | 32.          | → Nie awansował | → Nie awansował |
| Pascal Lorentan  | Kpn 60      | 589          | 37.          | → Nie awansował | → Nie awansował |
| Pascal Lorentan  | Kdw 60l     | 591          | 31.          | → Nie awansował | → Nie awansował |
| Simon Beyeler    | Kpn 60      | 588          | 39.          | → Nie awansował | → Nie awansował |
| Simon Beyeler    | Kdw 3x40    | 1164         | 19.          | → Nie awansował | → Nie awansował |
| Marcel Bürge     | Kdw 3x40    | 1168         | 11.          | → Nie awansował | → Nie awansował |
| Marcel Bürge     | Kdw 60l     | 594          | 14.          | → Nie awansował | → Nie awansował |
| Fabio Ramella    | skeet       | 109          | 34.          | → Nie awansował | → Nie awansował |

Kobiety
| Zawodnik              | Konkurencja | Kwalifikacje | Kwalifikacje | Finał            | Finał            |
| Zawodnik              | Konkurencja | Wynik        | Pozycja      | Wynik            | Pozycja          |
| --------------------- | ----------- | ------------ | ------------ | ---------------- | ---------------- |
| Heidi Diethelm Gerber | ppn 40      | 375          | 35.          | → Nie awansowała | → Nie awansowała |
| Heidi Diethelm Gerber | Psp 60      | 575          | 29.          | → Nie awansowała | → Nie awansowała |
| Annik Marguet         | Kpn 40      | 392          | 38.          | → Nie awansowała | → Nie awansowała |
| Annik Marguet         | Ksp 2x20    | 570          | 40.          | → Nie awansowała | → Nie awansowała |

### Szermierka
Kobiety
| Zawodnik         | Konkurencja          | 1/32             | 1/16                      | 1/8              | Ćwierćfinały     | Półfinały        | Finał            | Finał   |
| Zawodnik         | Konkurencja          | Przeciwnik Wynik | Przeciwnik Wynik          | Przeciwnik Wynik | Przeciwnik Wynik | Przeciwnik Wynik | Przeciwnik Wynik | Pozycja |
| ---------------- | -------------------- | ---------------- | ------------------------- | ---------------- | ---------------- | ---------------- | ---------------- | ------- |
| Tiffany Géroudet | szpada indywidualnie |                  | Magdalena Piekarska 15-14 | Sun Yujie 10-15  | → Nie awansowała | → Nie awansowała | → Nie awansowała | 9.      |

Mężczyźni
| Zawodnik      | Konkurencja          | 1/16                 | 1/8                 | Ćwierćfinały     | Półfinały        | Finał            | Finał   |
| Zawodnik      | Konkurencja          | Przeciwnik Wynik     | Przeciwnik Wynik    | Przeciwnik Wynik | Przeciwnik Wynik | Przeciwnik Wynik | Pozycja |
| ------------- | -------------------- | -------------------- | ------------------- | ---------------- | ---------------- | ---------------- | ------- |
| Max Heinzer   | szpada indywidualnie | Paris Inostroza 15-2 | Rubén Limardo 11-15 | → Nie awansował  | → Nie awansował  | → Nie awansował  | 9.      |
| Fabian Kauter | szpada indywidualnie |                      | Yannick Borel 11-15 | → Nie awansował  | → Nie awansował  | → Nie awansował  | 9.      |

### Tenis ziemny
Mężczyźni
| Zawodnik                         | Konkurencja | 1/32                          | 1/16                                    | 1/8                                      | Ćwierćfinały           | Półfinały                                | Finał                     | Finał          |
| Zawodnik                         | Konkurencja | Przeciwnik Wynik              | Przeciwnik Wynik                        | Przeciwnik Wynik                         | Przeciwnik Wynik       | Przeciwnik Wynik                         | Przeciwnik Wynik          | Pozycja        |
| -------------------------------- | ----------- | ----------------------------- | --------------------------------------- | ---------------------------------------- | ---------------------- | ---------------------------------------- | ------------------------- | -------------- |
| Roger Federer                    | singel      | Alejandro Falla 6:3, 5:7, 6:3 | Julien Benneteau 6:2, 6:2               | Denis Istomin 7:5, 6:3                   | John Isner 6:4, 7:6(5) | Juan Martín del Potro 3:6, 7:6(5), 19:17 | Andy Murray 2:6, 1:6, 4:6 | srebro         |
| Stanislas Wawrinka               | singel      | Andy Murray 3:6, 3:6          | → Nie awansował                         | → Nie awansował                          | → Nie awansował        | → Nie awansował                          | → Nie awansował           | Miejsca 33-64. |
| Roger Federer Stanislas Wawrinka | debel       |                               | Kei Nishikori Gō Soeda 6:7(5), 6:4, 6:4 | Jonatan Erlich Andy Ram 6:1, 6:7(5), 3:6 | → Nie awansowali       | → Nie awansowali                         | → Nie awansowali          | Miejsca 9-16.  |

### Triathlon
| Zawodnik      | Konkurencja | Pływanie (1,5 km) | Zmiana 1 | Jazda na rowerze (40 km) | Zmiana 2 | Bieg (10 km) | Czas    | Pozycja |
| ------------- | ----------- | ----------------- | -------- | ------------------------ | -------- | ------------ | ------- | ------- |
| Sven Riederer | mężczyźni   | 17:22             | 0:39     | 58:52                    | 0:30     | 30:23        | 1:47;46 | 8.      |
| Ruedi Wild    | mężczyźni   | 18:28             | 0:42     | 59:17                    | 0:28     | 32:15        | 1:51:10 | 39.     |
| Nicola Spirig | kobiety     | 19:24             | 0:40     | 1:05:33                  | 0:30     | 33:41        | 1:59:48 | złoto   |
| Daniela Ryf   | kobiety     | 19:49             | 0:51     | 1:08:28                  | 0:31     | 36:58        | 2:06:37 | 40.     |

### Wioślarstwo
Mężczyźni
| Zawodnik                                                         | Konkurencja | Eliminacje | Eliminacje | Repesaż | Repesaż | Półfinały | Półfinały | Finał   | Finał | Miejsce |
| Zawodnik                                                         | Konkurencja | Czas       | M.         | Czas    | M.      | Czas      | M.        | Czas    | M.    | Miejsce |
| ---------------------------------------------------------------- | ----------- | ---------- | ---------- | ------- | ------- | --------- | --------- | ------- | ----- | ------- |
| Florian Stofer Nico Stahlberg André Vonarburg Augustin Maillefer | M4x         | 5:45,13    | 4.         | 5:44,90 | 3.      | 6:19,64   | 6.        | 6:04,37 | 6.(B) | 12.     |
| Simon Schürch Lucas Tramer Simon Niepmann Mario Gyr              | LM4-        | 5:53,56    | 1.         |         |         | 6:00,97   | 2.        | 6:09,30 | 5.(A) | 5.      |

### Zapasy
Mężczyźni – styl klasyczny
| Zawodnik       | Konkurencja | Kwalifikacje     | 1/8                   | Ćwierćfinał      | Półfinał         | Repesaż 1        | Repesaż 2        | Finał            | Finał   |
| Zawodnik       | Konkurencja | Przeciwnik Wynik | Przeciwnik Wynik      | Przeciwnik Wynik | Przeciwnik Wynik | Przeciwnik Wynik | Przeciwnik Wynik | Przeciwnik Wynik | Pozycja |
| -------------- | ----------- | ---------------- | --------------------- | ---------------- | ---------------- | ---------------- | ---------------- | ---------------- | ------- |
| Pascal Strebel | -66 kg      |                  | Manuczar Cchadaia 1-3 | → Nie awansował  | → Nie awansował  | → Nie awansował  | → Nie awansował  | → Nie awansował  | 15.     |

### Żeglarstwo
Kobiety
| Zawodnik         | Konkurencja  | Wyścig | Wyścig | Wyścig | Wyścig | Wyścig | Wyścig | Wyścig | Wyścig | Wyścig | Wyścig | Wyścig | Punkty | Finałowa pozycja |
| Zawodnik         | Konkurencja  | 1      | 2      | 3      | 4      | 5      | 6      | 7      | 8      | 9      | 10     | M*     | Punkty | Finałowa pozycja |
| ---------------- | ------------ | ------ | ------ | ------ | ------ | ------ | ------ | ------ | ------ | ------ | ------ | ------ | ------ | ---------------- |
| Nathalie Brugger | Laser Radial | 13     | 25     | 18     | 14     | 15     | 10     | 42     | 14     | 10     | 16     |        | 135    | 14.              |

Mężczyźni
| Zawodnik                         | Konkurencja | Wyścig | Wyścig | Wyścig | Wyścig | Wyścig | Wyścig | Wyścig | Wyścig | Wyścig | Wyścig | Wyścig | Punkty | Finałowa pozycja |
| Zawodnik                         | Konkurencja | 1      | 2      | 3      | 4      | 5      | 6      | 7      | 8      | 9      | 10     | M*     | Punkty | Finałowa pozycja |
| -------------------------------- | ----------- | ------ | ------ | ------ | ------ | ------ | ------ | ------ | ------ | ------ | ------ | ------ | ------ | ---------------- |
| Richard Stauffacher              | RS:X        | 10     | 21     | 14     | 15     | 6      | 18     | 20     | 8      | 10     | 12     | 14     | 127    | 10.              |
| Yannick Brauchli Romuald Hausser | 470         | 11     | 16     | 18     | 22     | 14     | 12     | 12     | 7      | 23     | 7      |        | 119    | 16.              |
| Flavio Marazzi Enrico de Maria   | Star        | 13     | 8      | 11     | 9      | 15     | 8      | 11     | 13     | 15     | 16     |        | 102    | 13.              |

M = Wyścig medalowy